# Un delitto impossibile
Un delitto impossibile è un film del 2000 diretto da Antonello Grimaldi.

## Trama
Il procuratore Valerio Garau, stimato da colleghi e conoscenti, viene avvelenato nel bar del tribunale di Sassari, sotto gli occhi dell'amante Lauretta. Il procuratore capo Pani, per far luce sull'accaduto, decide di contattare una sua vecchia conoscenza, il procuratore esterno Piero D'Onofrio; quest'ultimo, stupito dalla convocazione e vicino alla pensione, accetta l'incarico, nonostante il suo difficile rapporto con Pani. Ma il caso si preannuncia sin dal principio complicato: nonostante Garau fosse una delle persone più benvolute della città, diverse persone avevano un movente per toglierlo di mezzo, a partire dal marito di Lauretta, principale sospettato per Pani. Ma D'Onofrio non sembra per nulla d'accordo col procuratore capo; è del parere che la soluzione non sia quella più scontata, ovvero il delitto d'onore, ma per raggiungere la verità sia necessario scavare nel torbido passato di Garau. Così, grazie all'aiuto di Lauretta, dell'agente Ilio e della domestica (nonché amante) del defunto, Piero D'Onofrio riesce ad analizzare alcuni fatti che appaiono in qualche modo legati alla morte di Garau: tra tutti, il misterioso suicidio della sorella di Valerio, Biba, morta l'anno passato e legata al fratello da un legame incestuoso. Nonostante l'ostruzionismo di Pani, convinto della colpevolezza del marito di Lauretta, D'Onofrio prosegue per la sua strada, con i suoi bruschi ma efficaci metodi investigativi, giungendo a una sorprendente verità.

## Accoglienza

### Critica
- Nei limiti del giallo a enigma, ha intensità, finezza d'analisi, disegno preciso dei personaggi di contorno. Bravo Cecchi. Commento del dizionario Morandini che assegna al film due stelle e mezzo su cinque di giudizio.[1]
- Il dizionario Farinotti assegna al film due stelle su cinque di giudizio.[2]

## Curiosità
- Il film è tratto dal romanzo Procedura di Salvatore Mannuzzu, Premio Viareggio 1989; l'azione del libro è stata però spostata dagli anni '70 alla fine degli anni '90.
- Lino Capolicchio (Valerio Garau nel film) muore dopo 3 minuti, durante i titoli di testa.
- Valerio Garau da giovane (che appare nei filmati e nelle foto mostrate nell'arco del film) è interpretato da Silvio Muccino.